# 博斯科马伦戈
博斯科马伦戈（義大利語：Bosco Marengo），是意大利亚历山德里亚省的一个市镇。总面积44.78平方公里，人口2535人，人口密度56.6人/平方公里（2009年）。ISTAT代码为006021。